# Lijst van voetbalinterlands Bangladesh - Filipijnen
Deze lijst van voetbalinterlands is een overzicht van alle officiële voetbalwedstrijden tussen de nationale teams van Bangladesh en de Filipijnen. De landen speelden tot op heden drie keer tegen elkaar, te beginnen met een kwalificatiewedstrijd voor de Azië Cup 1984 op 13 augustus 1984 in Surakarta (Indonesië). Het laatste duel, een vriendschappelijke wedstrijd, vond plaats in Sylhet op 5 oktober 2018.

## Wedstrijden
| № | Plaats    | Datum            | Competitie                          | Wedstrijd               | Uitslag |
| - | --------- | ---------------- | ----------------------------------- | ----------------------- | ------- |
| 1 | Surakarta | 13 augustus 1984 | Azië Cup 1984 kwalificatie          | Filipijnen – Bangladesh | 2 – 3   |
| 2 | Yangon    | 25 maart 2011    | AFC Challenge Cup 2012 kwalificatie | Bangladesh – Filipijnen | 0 – 3   |
| 3 | Sylhet    | 5 oktober 2018   | Vriendschappelijk                   | Bangladesh − Filipijnen | 0 − 1   |

## Samenvatting
| Competitie                     | Totaal gespeeld | Winst Bangladesh | Gelijk | Winst Filipijnen | Doelsaldo Bangladesh – Filipijnen |
| ------------------------------ | --------------- | ---------------- | ------ | ---------------- | --------------------------------- |
| Azië Cup-kwalificatie          | 1               | 1                | 0      | 0                | 3 − 2                             |
| AFC Challenge Cup-kwalificatie | 1               | 0                | 0      | 1                | 0 − 3                             |
| Vriendschappelijk              | 1               | 0                | 0      | 1                | 0 − 1                             |
| Totaal                         | 3               | 1                | 0      | 2                | 3 − 6                             |

Wedstrijden bepaald door strafschoppen worden, in lijn met de FIFA, als een gelijkspel gerekend.